# FESTO (rencontre d'espéranto)
 (novembre 2022).
Pour les articles homonymes, voir Festo.
FESTO est une rencontre de jeunes espérantophones organisée tous les étés par Espéranto-Jeunes France. Elle se distingue désormais particulièrement par son riche programme musical organisé en partenariat avec l'association de rock EUROKKA, et son manque volontaire d'organisation : FESTO veut dire Franca Esperanto-Semajno Terure Organizita, « Semaine espérantophone française terriblement organisée ».

## Historique
FESTO s'est déroulé pour la première fois à Lyon, pour ensuite avoir lieu tous les ans en été, avec une exception en 2001 (IJK, congrès plus important, l'a masqué en France) et en 2008 (en raison d'une baisse d'activité au sein d'Espéranto-Jeunes).
FESTO eut lieu à nouveau en 2009 grâce à une motivation retrouvée chez les membres de l'association : pour sauver le mouvement des jeunes en France. Il s'est déroulé en Allemagne car la jeunesse espérantiste allemande a mis ses subventions à disposition. De nombreux artistes de la scène internationale de musique en espéranto s'y sont fait remarquer pour la première fois et ont pu faire leur premier concert officiel et trouver leur public. Une des raisons du succès fut la participation de l'association de rock EUROKKA qui organisa les concerts et fit venir les artistes, qu'ils fussent locaux ou brésiliens. L'appréciation générale de la rencontre et son succès reconnu ont permis d'affirmer le renouvellement de l'activité au sein d'Espéranto-Jeunes.

## Liste des rencontres
| Saint-Raphaël |

| Année | Lieu |
| ----- | --- |
| 1996  | Lyon |
| 1997  | Saint-Raphaël                                                                                                 |
| 1998  | Pendant le congrès mondial d'espéranto à Montpellier                                                          |
| 2000  | Saint-Chamond, Festo fut remplacé par les Journées Solidaires, coorganisées par JEFO et d'autres associations |
| 2002  | Senĉesa festo au Château de Grésillon                                                                         |
| 2003  | Paimpol/Plouézec                                                                                              |
| 2004  | La plej stulta renkontiĝo à Orléans                                                                           |
| 2005  | Amo ĉiam à Saint-Amans-Valtoret                                                                               |
| 2006  | Kastela viv au Château de Grésillon                                                                           |
| 2007  | Muzikume à Montoire-sur-le-Loir                                                                               |
| 2009  | Festo festo festo! à Zwingenberg                                                                              |
| 2010  | Esperanto Muzik-Festival à Donneville                                                                         |
| 2011  | Château de Grésillon                                                                                          |
| 2012  | Métabief |
| 2013  | Kelmis, dans l'ancien territoire de Moresnet                                                                  |
| 2014  | Pont-de-Barret                                                                                                |
| 2017  | FESTetO, Château de Grésillion                                                                                |
| 2024  | Vindry-sur-Turdine                                                                                            |